# 복스 룩스
《복스 룩스》(영어: Vox Lux)는 2018년 개봉된 미국의 뮤지컬 드라마 영화이다. 브레이디 코벳이 감독과 각본을 맡았다. 제75회 베네치아 국제 영화제(2018) 경쟁부문 진출작이다.

## 출연

### 주연
- 나탈리 포트만
- 주드 로
- 래피 캐시디
- 스테이시 마틴

### 조연
- 맷 세비토
- 나타샤 로마노바
- 다니엘 런던